# Armistițiul de la Compiègne (1918)

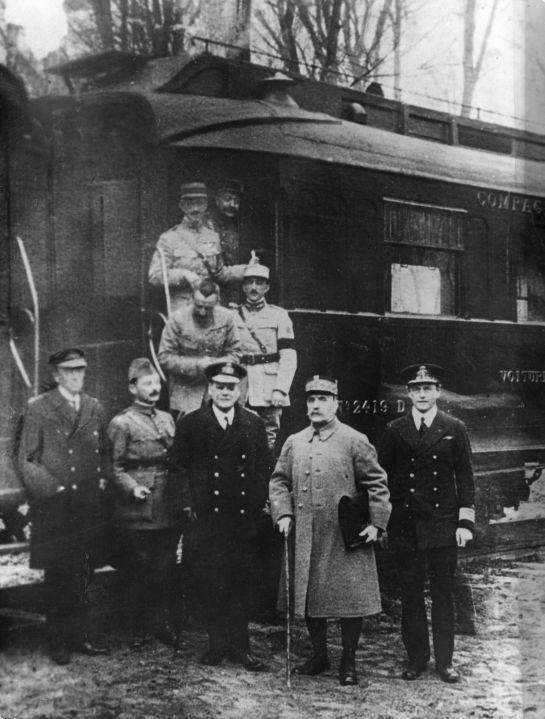
Fotografie realizată la semnarea armistițiului, în fața vagonului de tren al mareșalului Foch, în pădurea Compiègne. Mareșalul este al doilea din dreapta

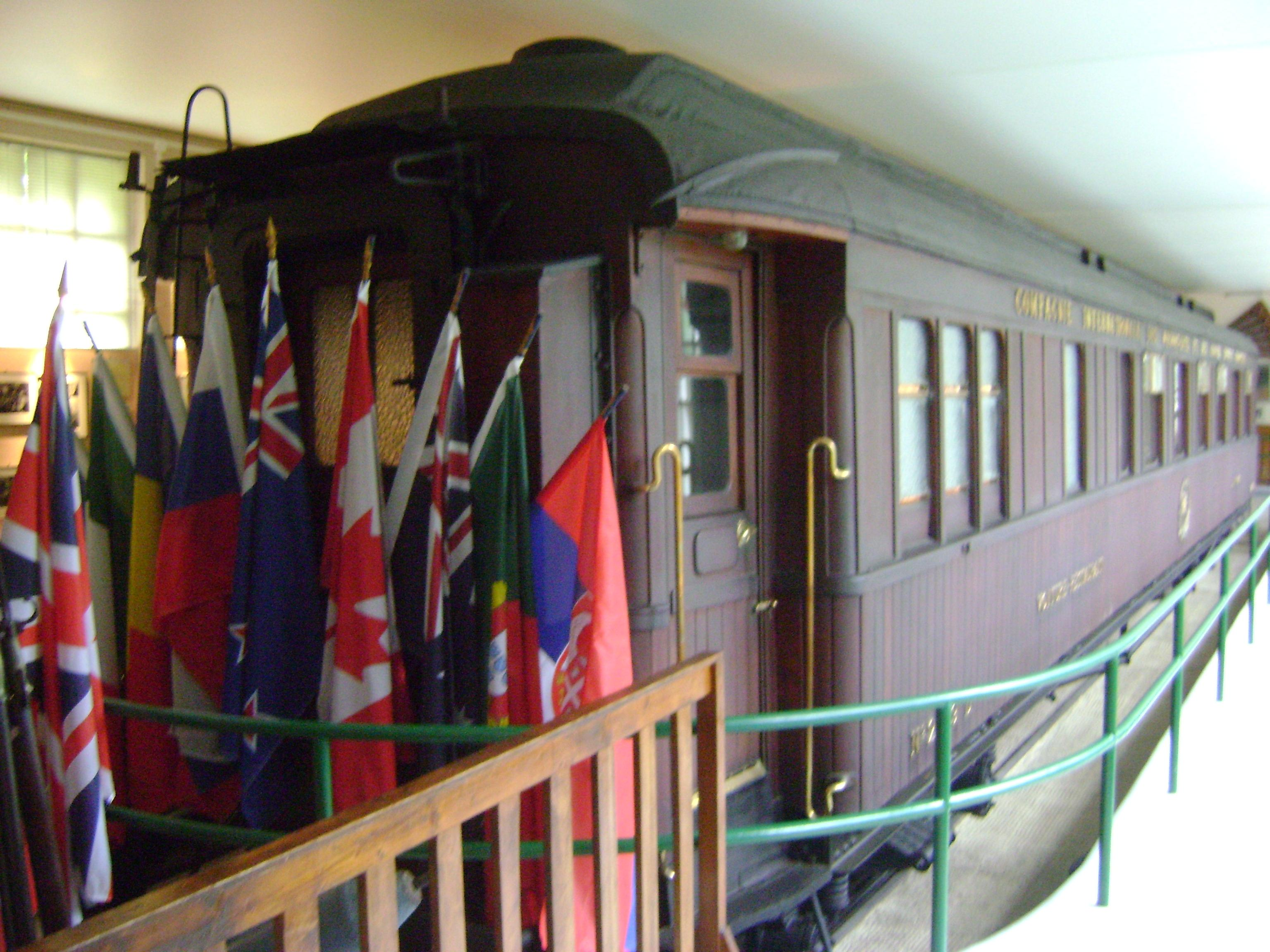
Wagon de l'Armistice

Tratatul de armistițiu a avut loc la 11 noiembrie 1918 între Imperiul German și puterile Antantei și a pus capăt Primului Război Mondial pe Frontul de Vest.
Tratatul a fost semnat într-un vagon de tren, în pădurea Compiègne (a intrat în vigoare la ora 11:00). Principalii semnatari au fost mareșalul Ferdinand Foch, comandantul forțelor Antantei, și Matthias Erzberger din partea Germaniei.

## Semnatari
Antanta:
- Mareșalul Ferdinand Foch pentru Franța
- Amiralul Sir Rosslyn Wemyss

- și amiralul George Hope (1869-1959) și căpitanul Jack Marriott (1879-1938) pentru Marea Britanie

Imperiul German:
- Secretarul de stat Matthias Erzberger
- Contele Alfred von Oberdorff, Ministerul Afacerilor Externe
- General Detlof von Winterfeldt, Armata Imperială Germană
- Căpitanul Ernst Vanselow, Marina Imperială Germană

## Ultimele victime
Numeroase unități de artilerie au continuat să tragă asupra țintelor germane pentru a evita tractarea înapoi a munițiilor rămase. Aliații, de asemenea, au vrut să se asigure că, în caz de repornire a luptelor, să fie în poziția cea mai favorabilă. În consecință, au fost 10,944 de victime, din care 2,738 de oameni au murit în ultima zi a războiului. 
Un exemplu de determinare a Aliaților pentru menținerea presiunii până în ultimul minut, dar și de respectare strictă a termenilor armistițiului, a fost Bateria a 4-a de rază lungă cu tunurile de 14 inch a Marinei SUA, care a tras ultima salvă la 10:57 în zona Verdun-ului, traiectoria proiectilelor fiind calculată să ajungă în spatele liniei frontului german, chiar înaintea armistițiului programat. 
Augustin Trébuchon a fost ultimul francez care a murit atunci, fiind împușcat în drumul său spre camarazi, încercând să le spună că supa este fierbinte și va fi servită după încetarea focului. A fost ucis la 10:45. Ultimul soldat din Marea Britanie care a murit, George Edwin Ellison, a fost ucis mai devreme în acea dimineață în jurul orei 09:30, în timp ce cerceta poziția trupelor germane la marginea Mons-ului (Belgia). Ultimul canadian ucis a fost George Lawrence Pret, fiind împușcat și ucis de un lunetist cu doar două minute înainte de armistițiu, la nord de Mons, la 10:58, fiind recunoscut ca unul dintre ultimii uciși, ulterior fiind ridicat un monument în memoria lui. Și, în sfârșit, americanul Henry Gunther este în general recunoscut ca fiind ultimul soldat ucis în acțiunile Primului Război Mondial, după ce a fost împușcat în timp ce-și reîncărca arma, cu doar 60 de secunde înaintea armistițiului, de către trupele germane uimite, care considerau că armistițiul deja intrase în vigoare. Armistițiul de la Compiègne din data de 11 noiembrie 1918 marchează sfârșitul simbolic al Primului Război Mondial, soldat cu peste 20 de milioane de morți (atât civili, cât și militari), 20 de milioane de răniți și peste 10 milioane de persoane dispărute.